# Histoire du costume
 (mars 2023).

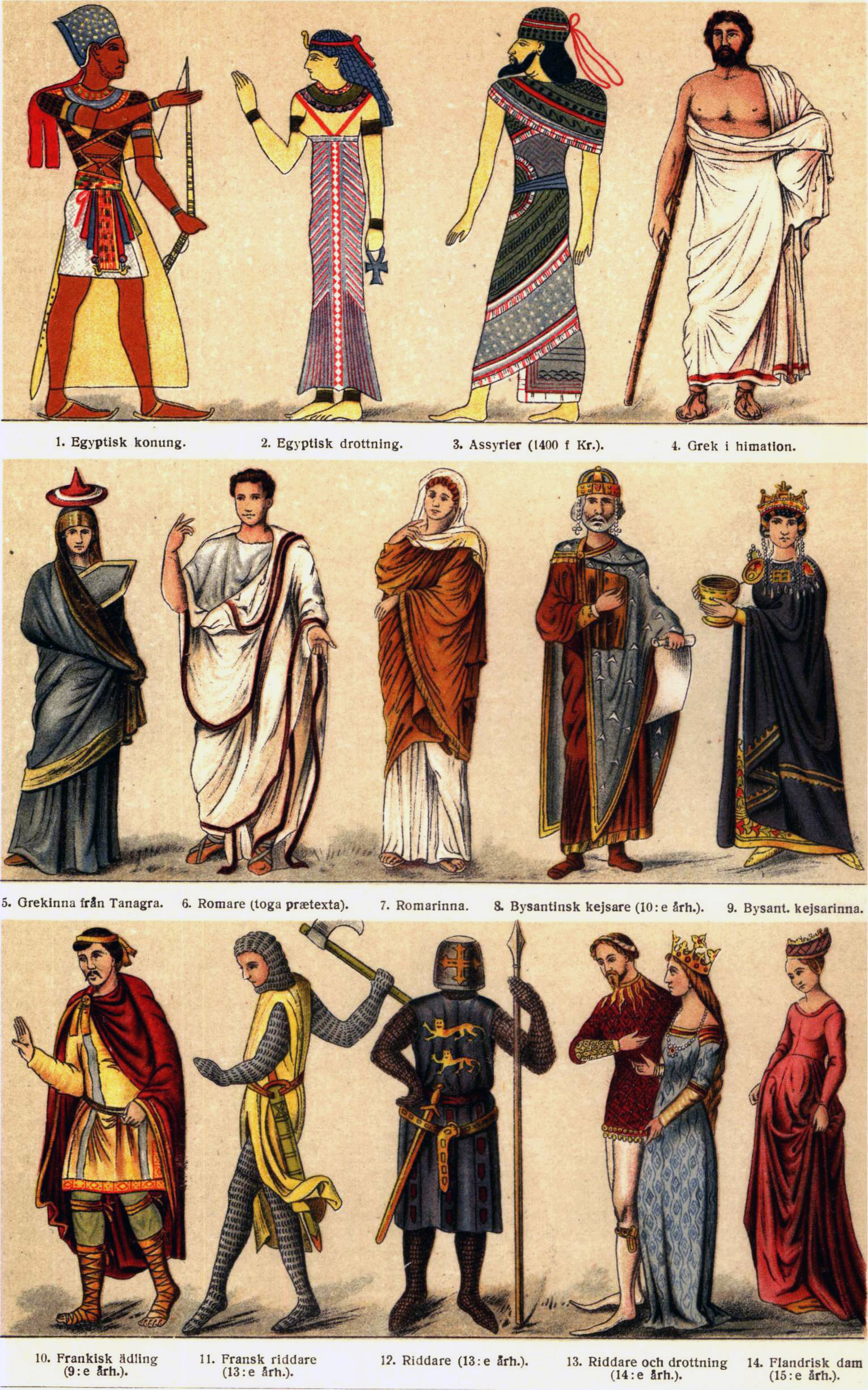

L'étude des origines et évolutions du costume fait surgir de multiples approches et interprétations. On considère généralement qu'il existe deux phases dans son histoire : la première correspond à la période dite du « costume impersonnel », des origines au XIVe siècle. S'ouvre ensuite celle du costume dit « personnalisé ».
À travers 10 000 ans d'histoire humaine, les modalités vestimentaires se réduisent à cinq principaux archétypes :
- « Le costume drapé » : consistant dans l'enroulement d'une peau ou d'une pièce d'étoffe autour du corps (chendjit égyptien, pagne, himation grec, pareo tahitien mais aussi sari et sarong)
- « Le costume enfilé » : fait d'une pièce (de peau ou de tissu) trouée pour permettre le passage de la tête et des épaules (paenula romaine, huque du Moyen Âge, poncho mexicain)
- « Le costume cousu et fermé » : composé de plusieurs pièces d'étoffe assemblées et comportant des manches (chiton grec, tunique ionienne, gandoura, blouse et chemise)
- « Le costume cousu et ouvert » : composé de plusieurs pièces d'étoffe assemblées dans le sens de la longueur, croisé sur le devant et superposé à d'autres vêtements (caftan asiatique, redingote européenne)
- « Le costume fourreau » : ajusté près du corps, surtout aux jambes, ancêtre du pantalon et pièce de costume typique des cavaliers et des nomades, jamais porté seul et composant un binôme avec le caftan qui lui est complémentaire.

Ces modèles vestimentaires ont été inventés dans différentes régions du globe et disposent donc d'origines géographiques et culturelles très diverses. Ils reflètent les valeurs, croyances, mœurs et besoins des peuples qui les ont créés. S'ils ont pu, par la suite, être mélangés au cours de l'histoire, ils ne se sont toutefois pas toujours succédé chronologiquement.

## Origine
Deux lectures s'opposent pour déterminer si le « costume » précède ou non l'« habillement » (entendu comme port de vêtements circonstanciés selon leur utilité).
Une première approche considère que ce sont des motifs d'ordre essentiellement pratique qui ont conduit les premiers hommes à se vêtir : les Grecs anciens et les Chinois, par exemple, auraient ici prioritairement cherché à se protéger du climat.
Une seconde analyse privilégie des raisons majoritairement psychologiques et symboliques. On la retrouve aussi bien dans des textes sacrés comme la Bible - où les costumes ont vocation à permettre le respect de la pudeur des individus - que dans les travaux d'anthropologues qui s'intéressent aux tabous et à la magie.
L'exemple des tribus habitant la Terre de Feu, région située à l'extrême sud du continent américain et au climat subarctique, semble donner raison tant à la Bible qu'aux chercheurs modernes. Nomades, elles disposaient en effet d'habitations sommaires ne leur permettant pas de lutter facilement contre l'humidité. Pour cette raison, elles vivaient nues et couvertes d'huile et de graisse de phoque, ce qui leur permettait de sécher près du feu en quelques minutes seulement, alors que cela aurait nécessité beaucoup plus de temps pour des vêtements.
Sans doute, les deux raisons évoquées ici ont eu autant d'importance et le costume a eu d'autres raisons qu'exclusivement utilitaires. Le désir de plaire n'a cependant dû intervenir qu'assez tardivement. Se vêtir, outre aux motivations strictement utilitaires, eut probablement avant tout des raisons d'ordre magique et religieux.

## Le costume durant la Préhistoire
Les vêtements de cuir ou de fourrure ont probablement été les premiers à avoir été portés durant la Préhistoire. Dès le Paléolithique moyen, au Moustérien, le travail du cuir est attesté par les analyses tracéologiques des outils de pierre taillée.
Au Paléolithique supérieur, des courants d'échange ont pu être mise en évidence pour le silex mais aussi pour l'ambre et les coquillages, témoignant du goût pour la parure. Au Solutréen (- 22 à - 17 000 ans AP), les premières aiguilles à chas en os témoignent de techniques de couture élaborées. L'habillement durant les périodes froides du Paléolithique supérieur était peut-être analogue à celui des Inuits.
Le climat constitue, de nouveau, un paramètre majeur dans la compréhension de l'histoire du costume. Les pays chauds et tempérés offrent ici un exemple singulier : n'étant pas confrontés à la nécessité de s'y protéger des intempéries, les hommes y furent en général plus ornés que vêtus. 
Il s'agissait alors de se prémunir d'influences maléfiques (raisons religieuses), de préciser le statut marital d'un individu ou sa tribu d'origine (raisons sociales), de séduire ou impressionner ses interlocuteurs (raisons symboliques). Si les peaux et pelleteries furent utilisées, ce fut sans doute davantage pour servir de cache-sexe que de protection. Ce pagne originel perdurera pendant des millénaires, en tissu par la suite. Les raisons magiques étaient parmi les plus importantes : porter certains attributs équivaut à invoquer un esprit ou une divinité, à s'identifier à un animal et à sa force, à faire écho à un symbole tel qu'un totem du clan.
Très tôt, le costume a eu pour but d'exprimer et de manifester des sentiments : correspondant à une certaine puissance il sert à exprimer une certaine richesse. La puissance et la richesse se confondant, le costume indique la caste et la fortune, le rang social et l'autorité.
Le tissage dut apparaître dans les zones tempérées sur le modèle de la vannerie à partir de matières végétales dès le Néolithique. Les tissus primitifs étaient de très petite dimension. Des bandes étroites étaient cousues ensemble pour constituer un vêtement. Au fur et à mesure que les métiers à tisser se perfectionneront, les pièces de tissus deviendront plus grandes.
La peinture corporelle (comme chez les aborigènes australiens) devait tenir une part importante du costume en tant qu'ornementation. On sait que l'ocre rouge fut très utilisée durant pratiquement tout le Paléolithique où elle est aussi universelle qu'omniprésente (la terre rouge est présente dans la plupart des sépultures), un peu moins au Néolithique. Les couleurs utilisées qu'on a pu identifier à partir de l'Aurignacien sont le jaune, le rouge et le mauve qui apparaissent aussi bien en Afrique du Nord qu'en Europe septentrionale. Les colorants utilisés pour les teintures à partir du Néolithique étaient principalement d'origine végétale : les bleus étaient obtenus à partir de l'aulne ou du sureau, les mauves des myrtilles, le jaune du réséda. Les « terres » servaient pour les ocres.

## Origine des archétypes
Le premier type de vêtement primitif tissé est le « drapé », quasi universellement considéré celui des autochtones, par rapport au vêtement « confectionné », considéré un apport des envahisseurs. Ce sont là deux principes opposés du vêtement de tous les temps.
L'anthropologue Marcel Mauss répartit l'espèce humaine en deux grandes catégories selon le type de vêtement : l'humanité drapée qui appartient d'abord aux civilisations des pays chauds et l'humanité cousue qui domine dans les régions froides en ajustant au plus près du corps les vêtements par la couture afin de lutter contre le froid et faciliter l'équitation.

### Régions des plaines
- Sumer

Il s'agit des régions intérieures d'altitude basse ou faible de la Mésopotamie, la péninsule Arabique, la Palestine et la Syrie. Le costume des civilisations pré-aryennes les plus anciennes de l'Asie mineure est sans conteste celui de Sumer et d'Akkad et fut porté avant le IIIe millénaire du golfe Persique à la Méditerranée. Il s'agissait d'un pagne destiné à couvrir les hanches et tombant à mi-jambe, d'abord en peau retournée puis en tissus.
Le pagne-jupon en kaunakès des sumériens, en fourrure ou en tissus à mèches (pour rappeler la fourrure originelle) est un costume masculin, sans doute celui des prêtres ; il est figuré sur de nombreuses statuettes. Les hommes portent un châle en jupon, dont un pan est ramené sur l'épaule.
Les femmes portent une tunique à manches courtes et par-dessus également un châle drapé en forme de robe dont les franges (unies puis à glands) retombent en suivant l'enroulement autour du corps. Ce châle se retrouve dans le sari indien ultérieurement et jusqu'à nos jours. Elles portent également un manteau en kaunakès. Elles sont coiffées en chignon ; quelques statuettes donnent l'impression que certaines portent des coiffures postiches.
Les peaux continuent à être portées par les deux sexes.
- Assyrie

Les Akkadiens, peuple sémite différent des Sumériens et ne parlant pas la même langue, adoptent cependant entièrement le costume primitif sumérien qu'ils enrichissent et tendent à emphatiser. Dans son ensemble, le costume assyro-babylonien connait une évolution (les étoffes sont richement décorées et colorées) mais ne sera pas essentiellement différent. Les coiffures masculines sont cependant plus élaborées, les cheveux sont portés longs et frisés au fer ainsi que la barbe en ondes régulières. Le goût de la parure est manifeste, les bijoux, nombreux, s'alourdissent, pendants d'oreilles, colliers à plusieurs rangs composés d'amulettes, sont portés par les deux sexes. Hommes comme femmes sont communément chaussés de sandales laissant le dessus du pied découvert, lacé à la cheville, le gros orteil passant dans un anneau. La chaussure fermée fait son apparition, introduite par les populations des montagnes.
Au IIIe millénaire, la suprématie de la civilisation sumérienne formée depuis plusieurs siècles déjà voit rayonner sa culture et son mode vestimentaire jusqu'en Asie mineure et en Syrie, face à Chypre, et de là dans les Cyclades. Plus au sud jusqu'à Byblos, l'influence vestimentaire sumérienne est attestée.

### Régions côtières
D'altitude variable, il s'agit essentiellement des régions de la Méditerranée orientale et des bords de la mer Noire, mais d'autres aussi. Ce n'est qu'à partir de l'invasion dorienne et des migrations qu'elle provoque que les colonies ioniennes forment un groupe puissant et homogène. Le costume des populations côtières de la mer Noire jusqu'à l'Oronte semble au départ ne pas avoir été très différent du costume sumérien dans sa variante montagnarde apportée par les Hittites telles que les « manches longues » des pasteurs.
- Ionie

De - 1 300 à - 1700, le bloc culturel que forment Troie, la Phrygie et la Carie, bien que portant un habillement propre aux grecs, adopte largement les usages vestimentaires orientaux originaires de Mésopotamie. Cette adoption et ce mélange était facilité par la plus grande liberté des femmes d'Asie. Les ioniennes partagent la vie des hommes et prennent leur repas avec eux. Celles-ci ne sont pas voilées, et celles des classes aisées portent des tuniques d'étoffe de chanvre rose et transparente, brodée d'or. La coûteuse pourpre est très recherchée au point que les phéniciens iront chercher plus à l'ouest et au de-là des colonnes d'Hercule la précieuse teinture dont ils ne parviennent plus à satisfaire la demande. C'est en Ionie que les Grecs prennent l'habitude de « plisser » les vêtements. Indubitablement, la mode ionienne fut somptueuse, indice d'une société connaissant une certaine opulence.
Les hommes portent la tunique courte de lin. Celle-ci est un « sous-vêtement », fermé sur un côté par une couture. Les Phéniciens propagèrent dans leur sillage toutes les modes et de toutes les influences rencontrées ; ce fut eux qui transmirent cette tunique, dont ils furent vraisemblablement les inventeurs, aux Cariens. Elle a été portée à l'époque dans toute l'Asie Mineure. Elle peut être longue pour le fêtes : c'est le « khiton » des grecs, repris de « kitoneh », mot sémite désignant le lin en araméen. Homère put donc parler des Ioniens « traînant leur tunique ». Les femmes portaient également cette tunique dans sa version longue, s'agrafant d'un côté par une fibule, guère différente de celle que portaient encore communément les femmes berbères dans la première moitié du XXe siècle.
- Syrie, Palestine et Phénicie

Durant le IIIe millénaire, le costume de ces populations se rattache à celui de Sumer et à son grand châle drapé. Il perdure jusqu'au Ier millénaire et le manteau des Israélites en est une variante. En Syrie et surtout en Phénicie, il est bigarré de couleurs bleues et rouges, décoré de fleurs et de rosaces. À partir du IIe millénaire, le jupon-pagne s'inspire du costume égéen, mais également du shenti égyptien, sorte de cache-sexe croisé et relevé sur le devant. Le premier, brodé de fils multicolores, descend jusqu'aux genoux et est drapé aux hanches formant ceinture, le second est de léger tissu blanc. La coiffure masculine est le turban mésopotamien ou la calotte sumérienne.
Le vêtement féminin par excellence reste durant deux millénaires le grand châle drapé, ample et plissé à l'égyptienne. Les femmes portent une coiffe, sorte de tiare cylindrique d'où part un long voile enveloppant réservé aux femmes mariées. Cependant, aux alentours de -1 400 à -1 200, elles semblent porter un vêtement inspiré du costume crétois. On sait que les Crétois s'installaient en Syrie pour commercer, conservaient et propageaient les modes égéennes. Cette époque coïncide avec l'apogée de la civilisation crétoise et ses modes sont portées tant dans les Cyclades qu'à Chypre. Elles furent adoptées sans réserve par les Phéniciennes, s'habillant comme les élégantes de Cnossos.
- Les Hébreux

Leur costume est assez conservateur, sans doute à cause de leurs pérégrinations qui fait se maintenir plus longtemps leur costume dérivé du châle sumérien. La Bible donne peu de détails à ce sujet et on n'a pas de renseignements sur leur costume à la période de l'entrée en Canaan. Leur religion interdisant toute représentation humaine, c'est davantage l'iconographie des peuples qu'ils ont côtoyés et qui les ont représentés qui renseigne. À la fin de l'âge du bronze, (correspondant aux XVIIIe et XIXe dynastie du Nouvel Empire égyptien), ils portent toutefois le grand châle enroulé plusieurs fois autour du corps et retenu par une ceinture, nouveauté introduite en Mésopotamie par les hittites, formant pèlerine sur les épaules.
Les femmes, vers -700 à -680, portent la tunique unie et longue et un long voile les enveloppant jusqu'aux pieds. Il semble cependant qu'elles aient eu la tête nue et le visage découvert, avec un ruban dans les cheveux. Ainsi apparaissent-elles sur les bas-reliefs de la prise de Lakish par Sennacherib. Ceci contraste avec ce qu'en dit plus tard Tertullien au IIIe siècle à Carthage où il exhorte les chrétiennes à sortir voilées comme les juives.
Le Deutéronome assigne un genre aux vêtements : il interdit sévèrement aux femmes les vêtements masculins et réciproquement. La Torah prohibe de son côté le plissé transparent égyptien et fulmine les modes efféminées égyptiennes. 
Marc-Alain Descamps synthétise la façon dont les costumes ont toujours traduits historiquement le sexe des individus : « Tous les peuples de toutes les époques ont utilisé le vêtement pour indiquer le sexe de celui qui le porte. Les costumes masculins et féminins sont toujours et partout différents, mais la différence peut porter sur l’ensemble ou sur un détail. Encore faut-il savoir que ce qui peut paraître un détail pour des étrangers peut constituer l’essentiel à l’intérieur du groupe. C’est ainsi que dans l’antiquité les Grecs et les Romains portaient tous des toges, mais le plissé n’était pas le même pour les hommes et les femmes (ni les tissus, les couleurs, les formes et les noms). Et il en est encore de même pour les costumes musulmans traditionnels. Le plus important est dans l’intention du groupe humain qui peut vouloir insister sur la différence ou la minimiser. Mais il en reste toujours au moins une. La mode de l’unisexe n’a jamais pu réussir à s’établir et même dans l’unisexe les vêtements des femmes ont toujours les boutonnières à gauche et ceux des hommes à droite. Avec l’uniformisation des rôles masculins et féminins dans nos sociétés, les différences, qui étaient maximales en 1900, ont tendance à se restreindre et les femmes ont pu accéder au droit de porter des pantalons (différents, il est vrai, de ceux des hommes). »
Certaines prescriptions bibliques en matière vestimentaire recommandent les franges et un cordon bleu aux pans des vêtements. Les juifs adoptent cependant le costume grec, portant le khiton et l'himation, mais avec des pompons aux angles, mode qui se répand ailleurs.

### Régions montagneuses
Il s'agit des régions de montagne ou des hauts plateaux que sont l'Anatolie, la Cappadoce, l'Arménie, le Caucase, la Perse, (l'Iran) le Turkestan,l'Afghanistan et le Baloutchistan.
Là, vers le début de IIe millénaire, les peuples des steppes poussent devant eux d'autres peuples autochtones et semi-nomades qui s'installent dans les vallées, principalement en Mésopotamie et en Chaldée, par vagues successives. Un empire Hyksôs se forme, dominé par une aristocratie Mitannienne, de Babylone à Tyr, englobant l'Égypte, et qui va durer plus d'un siècle et demi.
C'est vers cette période, vers le milieu du second millénaire, que l'on voit pour la première fois apparaître dans cette population constituée par le métissage des envahisseurs et des envahis, le « costume confectionné », dont les prototypes ont été introduits par les populations venues des montagnes. En étoffe coupée et cousue, il est composé d'une tunique à manches.
Il semble qu'en réalité la tunique ait été apportée dans ces montagnes par les caravanes de Sumer, adoptée et perfectionnée par les populations autochtones. Celles-ci, contraintes de s'habiller chaudement, la portèrent par-dessus le jupon sumérien. Enveloppant tout le corps et adaptée au climat des plateaux d'Asie centrale balayés par les vents, elle sera le vêtement porté par les Mèdes. Cette tunique est fermée sur le devant, courte pour les hommes et longue pour les femmes. Elle est figurée adhérente sur la statuaire ; en réalité elle était portée large. Le grand châle sumérien était porté par-dessus durant la saison froide, servant de manteau, comme aux temps plus anciens de Ur et de Mari, garni d'un bourrelet.
Les femmes semblent avoir porté cette robe-tunique soit tombant droit sur les pieds, avec des manches très courtes, ou traînante avec des manches évasées arrivant au poignet. Il semble qu'une jupe de tissu très fin et à plis ait été portée à la saison chaude. Le « serapis » de l'époque gréco-persane semble en être ultérieurement dérivé. Les Grecs d'Asie mineure avaient emprunté cette longue tunique fine, ample et plissée aux Lydiens.
Chez les Perses, la tunique sera adaptée à une vie sédentaire, aux fastes de la Cour ainsi qu'au climat très chaud, lui donnant plus d'ampleur, les manches ouvertes et pendantes. C'est le caftan, la « candys ».
Un autre apport majeur est également l'héritage des populations montagnardes, les chaussures caractéristiques à bout recourbé, en cuir, avec un talon.
Les coiffures consistent en bonnets de feutre. Au premier millénaire, les Hittites des deux sexes portaient ce haut bonnet cylindrique sur calotte arrondie ou conique parent du bonnet phrygien, auquel les femmes ajoutaient un voile au sommet qu'elles pouvaient ramener sur le visage. Ce bonnet conique semble avoir été en usage chez les populations non suméro-akkadiennes.
Les cheveux, et la barbe pour les hommes, sont frisés, recouverts chez les Perses par un bonnet rond, avec des bandelettes pendant de chaque côté servant également de mentonnière. Les rois portent la tiare, semblable à l'actuel bonnet des popes, ou une couronne crénelée. La tresse, sortant de la tiare semble avoir été d'usage rituel avant de devenir une mode, est à rapprocher de la mèche postiche en usage chez les enfants en Égypte, et à celle réelle, des enfants grecs, ainsi qu'aux accroche-cœurs rituels des crétoises.

### La steppe
Les peuples venus des steppes, Huns, Scythes, Alains et Sarmates ont porté l'habillement de cuir et de peaux typique des cavaliers : la tunique, le « pantalon long », généralement des « bottes » servant de « jambières », et la toque de fourrure ou de feutre. Ces peuples ont exercé une influence considérable sur ceux avec lesquels ils sont entrés en contact et qui portaient généralement une robe. Il s'agit là d'un costume de chasse et de guerre. Dans l'iconographie, les Scythes par exemple sont toujours vus avec les cheveux longs et de longues moustaches. Polybe, en -179, a signalé leurs cottes de mailles et leurs casques coniques, et Ammien Marcellin au IVe siècle de notre ère rapporte que ce type de costume était toujours de mise chez ces peuples. Il les décrit portant une casaque de peaux de rats cousues ensemble sur une tunique de lin, la tête couverte d'un casque ou d'un bonnet rejeté en arrière et des peaux de bouc autour de leurs jambes. Leurs chaussures, sans forme, faites pour monter à cheval, ne leur permettaient pas de marcher.
Leurs parures consistaient en plaques de métal, gravées ou ornées en « repoussé », cousues sur les vêtements par des fils passant dans de petits trous prévus à cet effet. On pense que ce type d'ornement est à l'origine des décorations cousues sur les étoffes, les « appliques ».

## Le costume du monde antique

### L'Égypte
Le costume égyptien est aussi bien drapé (Haïk) que cousu-fermé (Kalasiris - ou tunique à manches, par exemple). Synthèse des propos de F. Boucher et J-N. Vigouroux Loridon.

### La Crète
Le costume des femmes est le seul, dans les pays de Méditerranée, à être coupé et cousu. Il se compose d'un corsage serré à la taille, faisant parfois ressortir les seins, et d'une jupe bouffante. Les hommes portent des pagnes superposés.

### Le costume classique dans le monde méditerranéen
Le costume des Romains est pour l'essentiel le même que celui des Grecs auxquels il est emprunté, sans grandes différences - seuls changent les noms des pièces du costumes. Les latins adoptent en outre certaines habitudes vestimentaires là où ils s'installent dans l'empire, comme le « capuchon » et les braies » des Gaulois (bandes de peau ou d'étoffe enroulées autour des jambes).
- Le costume grec

Le costume féminin par excellence est le « péplos », vêtement de dessus porté sur le « chiton » (ou khiton) qui est un vêtement de dessous, court la plupart du temps mais pouvant également être porté long, rectangle de toile, généralement de laine, cousu sur un côté et maintenu sur les épaules par des fibules. Le péplos est au contraire un vaste rectangle « non-cousu » mais drapé, maintenu également sur les épaules par des fibules ou des boutons et par une ceinture à la taille. Il peut comporter un repli simple ou double, tant devant que derrière, selon la façon de le draper. Sans ceinture ni boutons ou fibules, il sert alors de manteau. Il existe cependant un manteau utilisé par les deux sexes appelé « himation », autre rectangle d'étoffe drapée.
Le chiton masculin est le même que celui des femmes. Il sert également de vêtement de dessous mais est porté plus court que celui des femmes, s'arrêtant aux genoux. Quand il n'est rattaché que sur une épaule à l'aide d'une fibule, il constitue le vêtement de travail ; on l'appelle alors l’exomide. Ce fut le vêtement de base des Doriens. Les hommes jeunes, les guerriers, le portent très court. Les anciens, les rois, les aèdes, les philosophes le portèrent long ; ce fut alors la « tunique talaire » ou « chiton talaire » ou encore poderis.
La « chlamyde » est un manteau porté exclusivement par les hommes, rectangle d'environ 2 m. sur 1 m, attaché par une fibule sous le menton et formant une sorte de capuche par derrière pouvant être rabattue sur la tête. Originaire de Thessalie, elle est portée principalement par les cavaliers. La jeunesse, les philosophes portèrent souvent le seul himation sans chiton.
Pour obtenir le fameux plissé et le gaufrage, on plissait à l'ongle le lin ou on le trempait dans un empois ou amidon pour le tordre ensuite en le laissant sécher et blanchir au soleil.
La sandale (crepida), fut commune aux deux sexes. Les « cothurnes » furent les chaussures des acteurs, et les « endromides » des bottines lacées sur le devant.
Les coiffures des femmes furent les deux bandeaux ramenés en chignon sur la nuque maintenu par un ruban, le « tœnia » ; ce type de coiffure est quelquefois surmontée d'un diadème. La chevelure est parfois enserrée dans un foulard. La « kalyptra » est le voile qui se porte à la campagne et qui est souvent surmonté d'un chapeau de paille, le « tholicu », coiffure qu'on trouve par exemple sur les statuettes de Tanagra. Les hommes portent un chapeau de feutre ou de paille, le « pétasos », à la campagne. Ordinairement leurs cheveux sont maintenus par une lanière de cuir laissant les mèches s'échapper.
- Le costume romain

La toge est la pièce centrale du costume romain.

### Les apports extérieurs
Les provinces de l'Empire romain fournissent des empereurs et la mode romaine change sous leur influence : elle intègre des pièces de vêtements étrangères au monde latin. Ainsi, l'empereur Caracalla (168 – 217) popularise le port du manteau gaulois d'où il tire son surnom.
À partir du milieu du IIIe siècle, le costume romain se « barbarise » progressivement en raison du rôle croissant que jouent notamment les Germains dans l'armée.

## Le costume byzantin
En 552, deux moines byzantins de l'ordre de Saint Basile rapportent des cocons de « bombyx » et font découvrir la soie ce qui va « révolutionner » le vêtement. L'étoffe est si onéreuse que l'ampleur des vêtements s'en trouve réduite ce qui favorise l'apparition d'ornements (incrustation de pierres précieuses, motif). Le costume byzantin se compose typiquement d'un manteau à coupe arrondie tissé d'or, porté sur une tunique courte serrée par une ceinture souvent très ornée et des braies moulantes (anaxyrides). Un morceau d'étoffe (tablion) peut se draper sur les épaules par-dessus la tunique. Pour les femmes, les manches de la tunique sont collantes et elle se porte sous une autre tunique richement ornée et tombante jusqu'au pied (byzantine »). Un voile pend dans le dos et ombrage la tête des femmes dont les cheveux sont souvent décorés de bijoux. Les chaussures sont en cuir souple ; celles des dignitaires sont noires, celles de l'empereur pourpre et ornées de pierres précieuses.

## Le costume en Europe de la chute de l'Empire romain jusqu'auXIIesiècle
L'étude du mobilier funéraire de la tombe de Childéric, inventorié à Tournai en Belgique, le 27 mai 1653, apporte les premières indications sur le costume d'un roi franc au Ve siècle : l'anneau sigillaire du roi représente ce dernier vêtu d'un manteau (qui devait être de pourpre et brodé d'abeilles d'or, certaines ayant été retrouvées) et d'une cuirasse, attributs d'un officier romain. Sa tête est nue et ses cheveux sont longs : ce sont là les attributs de la noblesse franque. Enfin, la plupart des bijoux cloisonnés révèlent l'influence de l'orfèvrerie des steppes, importée en Europe par les Germains orientaux. Le costume de Childéric indique donc bien la double influence qui modèle le haut Moyen Âge : il est à la fois d'inspiration romaine et barbare.
L'iconographie permet de préciser pour les rois mérovingiens qu'ils portaient la tunique (plus longue qu'à Rome), la toge et la chlamyde, ainsi qu'un manteau long ouvert sur le devant, d'origine gauloise ou germanique.
La « Vie » de Charlemagne écrite par Éginhard contient une description du costume du roi : 
« Il portait le costume national des Francs : sur le corps, une chemise et un caleçon de toile de lin ; par-dessus, une tunique bordée de soie et une culotte ; des bandelettes autour des jambes et des pieds ; un gilet en peau de loutre ou de rat lui protégeait en hiver les épaules et la poitrine ; il s'enveloppait d'une saie bleue […] il dédaignait les costumes des autres nations, même les plus beaux, et, quelles que fussent les circonstances, se refusait à les mettre. Il ne fit d'exception qu'à Rome où, une première fois à la demande du pape Hadrien et une seconde fois sur les instances de son successeur Léon, il revêtit la longue tunique et la chlamyde et chaussa des souliers à la mode romaine. »
Les « invasions barbares » n'apportent pas de manière immédiate de nouvelles tenues, ceux-ci portant d'ailleurs les braies que les Celtes portaient depuis la civilisation de La Tène de même que les tuniques ajustées et même la cotte de mailles.
Les Mérovingiens et les Carolingiens portent une tunique courte et pratique pour le cheval, la « gonelle » (ou « gonne ») ; même si les costumes longs existent toujours. La ceinture est un élément important car les vêtements n'ont pas de poches et elles servent donc à suspendre une « aumônière » qui contient argent, ciseaux, etc. Il existe peu de différences entre le costume féminin et le costume masculin.
La « chainse », ancêtre de la chemise, est une longue tunique de lin dont les manches sont étroites, serrées et souvent plus ornées à la manche gauche qu'à la manche droite dont le port est attesté au moins depuis la civilisation de Hallstatt. Sur la « chainse » se porte le « bliaud », une robe courte à manches longues et traînantes.
Les croisés découvrent et ramènent de nouvelles teintures, étoffes et pelisses de fourrure.
Pendant le bas Moyen Âge, le costume masculin ne fait pas novation. Il consiste en une tunique de lin blanc à manches longues et adhérentes aux poignets (« cotte ») portée sous le « surcot » (tunique ornée longue jusqu'à la mi-jambe). Le « surcot » est maintenu à la taille ou sur les hanches par une ceinture brodée. Sous le surcot, de longues chausses ou des braies allant jusqu'au genou complètent la tenue. Les chaussures sont de petites chausses à semelle de liège ou des petites bottes. Pour sortir s'ajoute un manteau rectangulaire ou arrondi.
Les cheveux longs sont la prérogative des hommes de haut rang. Les couvre-chefs sont des « calottes » ou des capuchons.
Pour les femmes, le « surcot » descend jusqu'aux pieds et un pan du manteau couvre la tête. Si le « surcot » est échancré sur la taille, les deux échancrures sont appelées « portes de l'enfer ».

## Le costume duXIVesiècleen Europe

### Dans la première moitié duXIVesiècle: la robe à plusieurs garnements
Au XIVe siècle, le costume masculin et le costume féminin sont similaires, non genrés et portés par toutes les classes de la population.
Homme et femme portent donc la robe à plusieurs garnements. Le terme de robe désigne ici un empilement de vêtements longs, flottants et porté sans ceinture.
La robe à plusieurs garnements est constituée, en partant des vêtements les plus proches de la peau jusqu'aux plus éloignés :
- la chemise, une tunique longue dans un tissu léger, le plus souvent blanc,

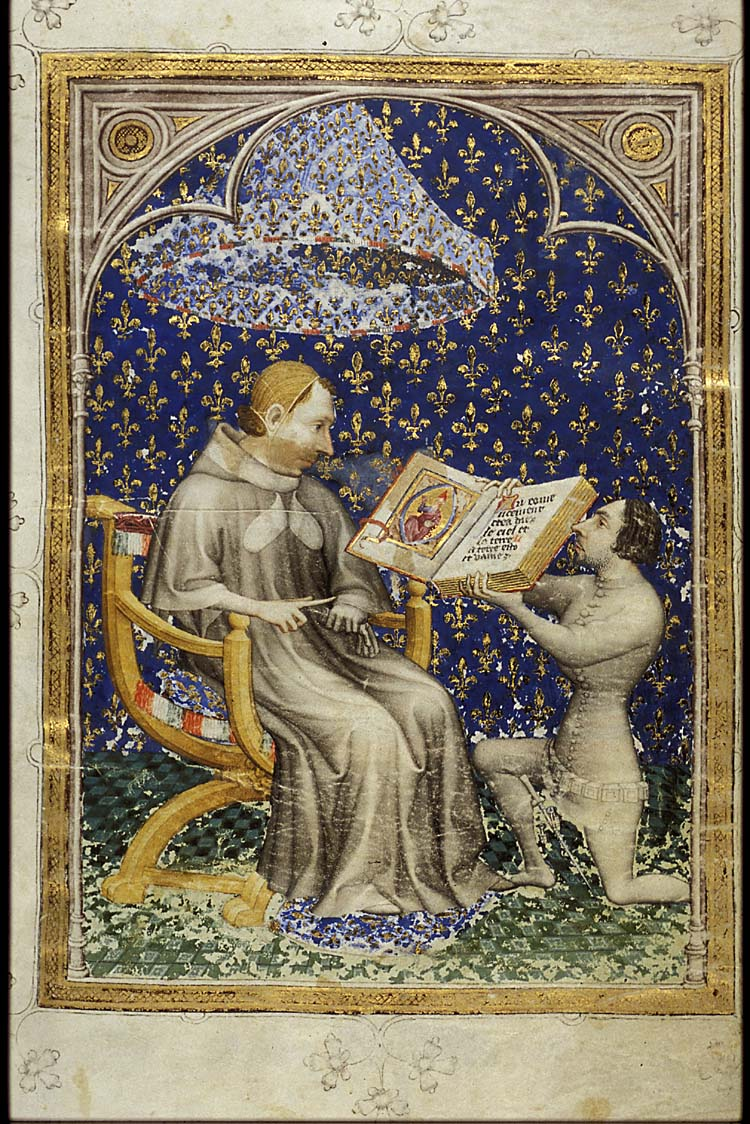
Jean de Vaudetar offrant sa bible à Charles V, Dédicace de la bible historiale de Jean de Vaudetar, Paris, 1372, peinture sur parchemin. Museum of Books, La Haye.

- la cotte, une tunique portée sur la chemise et sous le surcot,
- le surcot, un vêtement long porté sur la cotte. Une variante du surcot apparait vers 1350 : le surcot court. Une variante féminine du surcot apparait également vers 1350, le surcot ouvert dont les emmanchures sont largement échancrées. Il deviendra ensuite le costume officiel des reines de France.

Sur l'enluminure ci-contre, le roi de France Charles V, à gauche, porte une robe à plusieurs garnements. En 1372, il est considéré comme vêtu « à l'ancienne guise », c'est-à-dire à l'ancienne mode.

### Dans la seconde moitié duXIVesiècle: apparition du costume genré
- Le costume masculin court

Une véritable différenciation des sexes s'opère avec l'apparition du pourpoint, porté uniquement par les hommes. Au XIVe siècle, le pourpoint est très ajusté sur le buste, en particulier à la taille, et se prolonge sur les hanches. Une ceinture est souvent posée sur les hanches aussi
Le pourpoint est porté avec des chausses, c'est-à-dire un vêtement couvrant les jambes et fixé au pourpoint à l'aide de lacets ou d'aiguillettes.
L'association de ces deux pièces, pourpoint et chausses, laisse apparaitre les jambes, un changement notable et important pour l'histoire du costume en Europe.
Le costume court est d'abord porté par un groupe de jeunes nobles, parfois chevaliers, puis adopté par une grande partie de la population.
Sur l'enluminure ci-contre, le dédicant, Jean de Vaudetar, à droite, porte un pourpoint de couleur claire et des chausses de la même couleur. 
- Le costume féminin

Contrairement au costume masculin, le costume féminin montre peu d'évolution. Il n'est pas question pour une femme du XIVe siècle de dévoiler ses jambes. Cependant, les pièces de la robe à garnement sont plus ajustées sur les bras et le buste, le décolleté est plus marqué et dévoile les épaules.

## Le costume auXVesiècleen Europe

### Dans la première moitié duXVesiècle

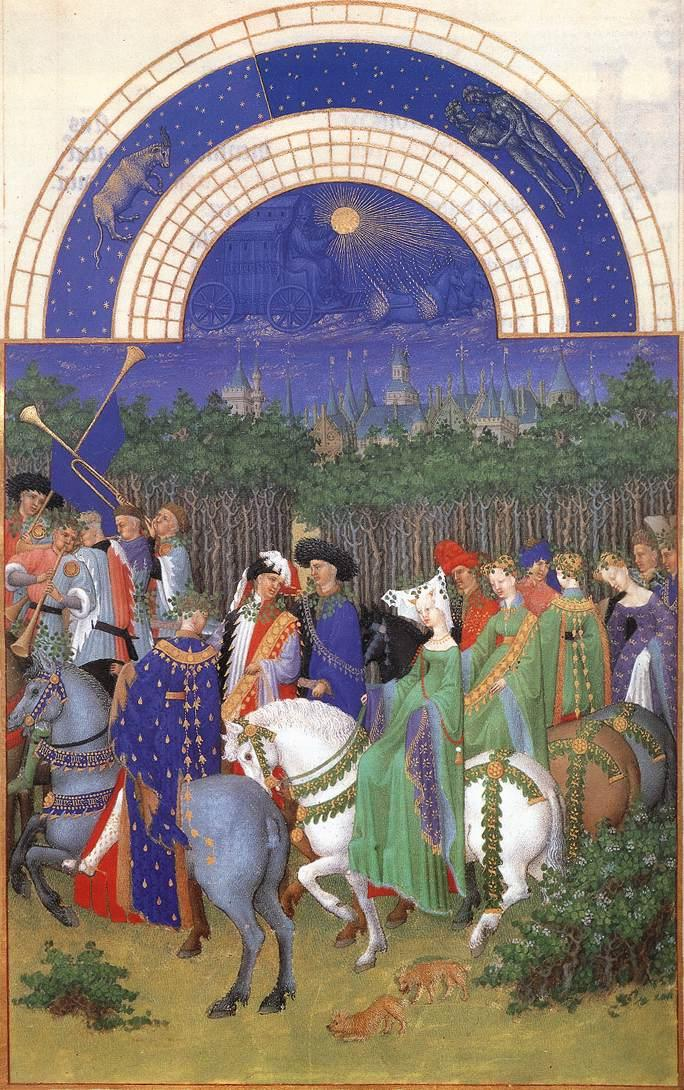
Les Frères Limbourg, Le mois de mai, Les Très Riches Heures du Duc de Berry, folio 5, vers 1412. Musée Condé, Chantilly.

Durant le règne de Charles VI, une nouvelle silhouette émerge ainsi que des nouvelles ornementations du vêtement.
On assiste au développement de la houppelande, un vêtement du dessus ample, à manches volumineuses, qui réunit entre la longueur de la robe à garnement et l'ajustement du costume de la seconde moitié du XIVe siècle.
La houppelande est portée aussi bien par les hommes, que par les femmes, mais avec des caractéristiques différentes. La houppelande masculine est ouverte devant et portée ceinturée, tandis que la houppelande féminine est fermée devant.
Pour les hommes, la houppelande est souvent portée sur le pourpoint.
L'ornementation des houppelandes, mais aussi des chapeaux, est assurée par les « freppes », ou « déchirures ». Cette nouvelle ornementation apparait dans toutes les cours d'Europe, le terme « freppe » est d'ailleurs propre à la cour de Savoie. Le terme vient du latin frappa qui signifie « lambeau d’étoffe » ou « tissu déchiré ». Les déchirures disparaissent autour de 1450.
Il faut noter qu'une variante courte de la houppelande est avéré, on la nomme haincelain.
Il y a aussi un développement de l'orfèvrerie, visible sur la peinture sur parchemin ci-contre à travers les nombreux bijoux arborés par le Duc de Berry et sa cour.
Les femmes portent une coiffure caractéristique du XVe siècle, la coiffure « à corne ». Elle consiste en la division de la chevelure en deux parties égales puis ramassées haut sur la tête, au-dessus des tempes, dans une résille. Enfin, on pose dessus un morceau d’étoffe ou du feuillage.

### Dans la seconde moitié duXVesiècle
On assiste au retour de la différenciation des vêtements masculins et féminins.

#### Le costume masculin: la mise en valeur des parties hautes
La houppelande disparait et le pourpoint est porté seul. Le pourpoint du XVe siècle marque la taille et se pare de manches bouffantes, artificiellement larges. Il est décoré de plis tuyautés placés dans la hauteur du pourpoint. Il est plus souvent porté dans des couleurs sombres.

## Le costume auXVIesiècleen Europe

### Les chaussures
Les hommes de la Cour portent des souliers « à pied d'ours » ou « bec de canard » qui sont des souliers très ouverts à large bout carré dont le bout pouvait atteindre 15 cm de large. Ils se fixent sur le cou-de-pied avec une lanière.
Les élégantes italiennes portaient d'étranges souliers rehaussés par de très hauts patins, les « chopines ». Le haut socle placé sous la plante du pied pouvait atteindre cinquante-deux centimètres et il ne permettait pas à celles qui les portaient de marcher seules, elles devaient obligatoirement s'appuyer sur les épaules de deux servantes se tenant de chaque côté d'elles. Ces « chopines » ne seront pas adoptées en France et furent interdites très rapidement en Italie, car jugées inesthétiques et peu commodes.
D'Italie toujours, avait été imposée une autre mode adoptée en France dès le début du XVIe siècle : la « pantoufle ». Du terme d'origine italienne « pantofla » désignant un objet en liège ; presque sans quartier (côté arrière), elle constituait un nouvel élément de confort. Sa légèreté, sa facilité d'usage en faisait une excellente chaussure d'appartement, surtout utilisée par les femmes.
La mode des « crevés », entailles que l'on fait dans les tissus pour laisser voir la doublure, alors en plein essor pour le costume, descendit jusqu'au soulier, souvent en satin ou en velours. Ces chaussures portaient le nom « d'escafignons », dits aussi « eschapfins » qui vient d'Italie sous le nom de « scapa », mot qui désigne toujours de nos jours en Italie les chaussures. Les escafignons, donc, étaient tailladés sur l'empeigne (le devant) pour laisser voir à travers les crevés, le tissu précieux des bas blancs ou de couleurs.
Les bottes en cuir ou en daim se portaient toujours tandis que les élégantes bottines d'étoffes tailladées (crevées) étaient utilisées à la Cour par les seigneurs. Elles ne dépassaient pas, en hauteur, le milieu de la jambe.
Le peuple, lui, se chaussait toujours de sabots de bois très rustiques ou de galoches (du latin « gallica ») maintenues par des brides, souliers à semelle de bois dont la partie supérieure est en cuir. Il se chaussait également d'estivaux qui sont des bottines en cuir souple et léger. Le terme « estivaux » vient du bas latin « aestivaleus », relatif à l'été : il s'agit donc bien d'un soulier léger porté en été.
Les paysans portaient des « houses » qui sont des guêtres de cuir fendues d'un bout à l'autre fermées avec des boucles et courroies, ce qui était si long et difficile que Rabelais les appelait « bottes de patience ». Ils portaient aussi des sandales qui sont faites en cuir, en bois ou en corde, des « bottes » qui sont en fait des chaussures légères et commodes qui ressemblent à s'y méprendre à nos pantoufles d'aujourd'hui.

### Dans les grands pays d'Europe en bref

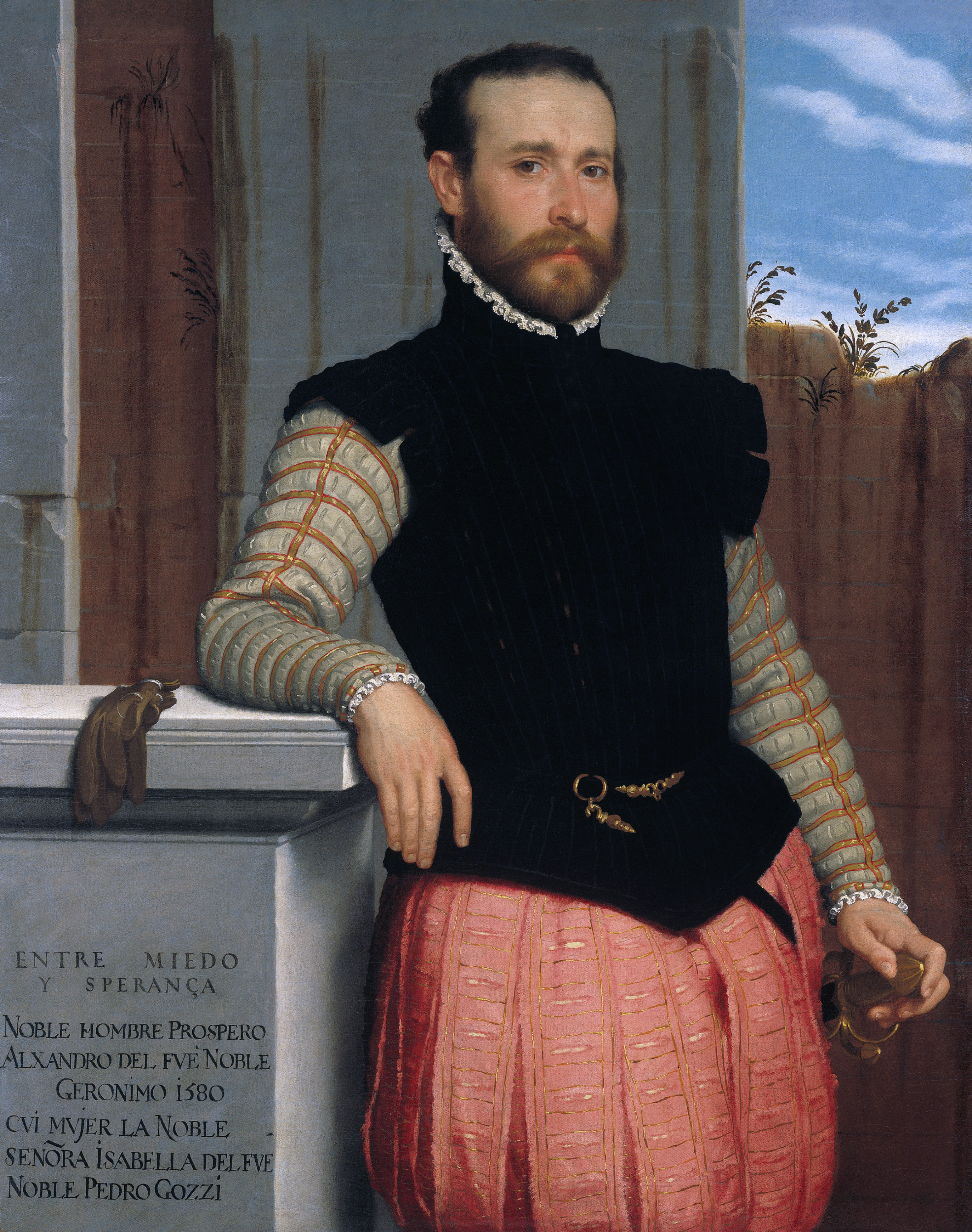
Portrait de Prospero Alessandri de Giovanni Battista Moroni (1560), Liechenstein Museum : pourpoint fraise, et hauts-de-chausses bouffants.

- En Espagne : l'Espagne, au XVIe siècle est une grande puissance européenne, forte de ses découvertes prodigieuses en Amérique. L'or, l'argent et les perles affluent sur les vêtements devenant de plus en plus extravagant. Une série de lois voit alors le jour vers 1500, limitant les excès. La mode espagnole, très influente, est portée par Charles Quint grand roi d'Espagne.

Cette mode est sobre et dans la plupart des cas, de couleur noire. Les femmes portent des robes en pyramide à col montant et aux épaules rembourrées. Les hommes portent l'épée au côté.
- En Castille, la reine Jeanne de Portugal, alors enceinte, tente de cacher sa grossesse et lance la mode des jupes armées de cercles de jonc vert, le « verdugo » qui deviendra le « vertugadin » en France. Il peut avoir une forme de cloche ou de tonneau.
- Le costume français est rapidement touché par la mode espagnole qui se veut sobre, simple, et de couleur généralement noire. La « ropa » vêtement traditionnel d'Espagne fait fureur chez les nobles français. La mode des « crevés » originaire d'Allemagne, et qui consiste à rapiécer de petites étoffes de tissu sur le vêtement touche aussi la France. On peut aussi noter que, en raison des exigences de François Ier, la cour masculine se voit dans l'obligation de se couper les cheveux courts.
- En Italie, la mode peu touchée par la période gothique est influencée par l'Espagne et la mode des « crevés ». Malgré le noir, elle garde des éléments vestimentaires traditionnels comme les robes rouges ou les hautes chaussures vénitiennes. On peut aussi remarquer que la mode italienne influe notamment sur les coiffures tirées en arrière et sobres qui s'opposent aux coiffures nordiques plus compliquées avec un voile les recouvrant. Les manches aussi sont amples et bordées de fourrure tandis que le nord reste plus sobre avec des manches serrées.
- L'Angleterre est une mode un peu à part bien qu'influencée par l'Espagne (mais plus tardivement). Les dentelles et les fraises affluent. Le chapeau « style Robin des Bois » est en vogue.
- Dans les pays germaniques se répand la mode des hauts-de-chausses bouffants.

### Quelques définitions
- pourpoint : vêtement ajusté d'homme, qui couvrait le corps du cou à la ceinture.
- chasuble  : vêtement ayant la forme d'un manteau sans manche.
- toque : coiffure sans bords, aux formes cylindriques.
- chaperon : capuchon à longue pointe, porté par les hommes.
- pèlerine : vêtement féminin, couvrant les épaules et la poitrine.
- cornette : coiffure que portent certaines religieuses catholiques.
- échancrure : partie échancrée, creusée ou entaillée au bord.
- surcot : robe de dessus, portée au Moyen Âge par les hommes comme les femmes.
- brocart : étoffe brochée de soie, d'or ou d’argent.

## Le costume auXVIIesiècleen Europe
C'est la France qui influence la mode du Grand Siècle.

## Le costume auXVIIIesiècleen Europe

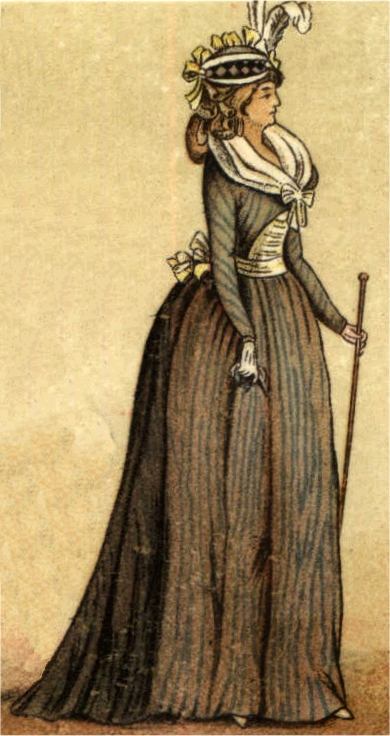

Le costume féminin se compose de divers style de robes :
- La robe battante ;
- La « robe à la polonaise » dont la jupe possède trois volants sur des paniers circulaires ;
- La robe à la française (terme universel, mais qui a aussi des équivalents : « contouche » en allemand, « andrienne » en italien, « sack-dress » en anglais. On disait autrefois sacque en France, mais le terme s'est perdu) avec ou sans plis Watteau (ou à la Watteau) et avec une pièce d'estomac ou des compères selon l'époque ;
- La robe à l'anglaise, une robe à corsage ajusté, manches bouffantes, collerette et « vertugadin » plus large que les épaules.

Les jupes des robes peuvent se porter avec un pet-en-l'air ou des paniers (il existe un grand nombre de paniers au cours du XVIIIe siècle, parmi lesquels les paniers de cour, les considérations ou encore les paniers à la janséniste). D'après Honoré de Balzac, les paniers auraient leur origine en Angleterre : « La mode que nous appelons anglaise à Paris se nomme française à Londres, et réciproquement. Les paniers apportés par une Anglaise à Paris furent inventés à Londres, on sait pourquoi, par une Française, la fameuse duchesse de Portsmouth; on commença par s'en moquer si bien que la première Anglaise qui parut aux Tuileries faillit être écrasée par la foule ; mais ils furent adoptés. »
Le corsage est quant à lui ajusté avec un « corps à baleines » ou baleiné (ancêtre du corset), dit aussi plus simplement « le corps » voire un corset blanc.
Les hauts de vêtements féminins comporte le caraco, le casaquin, le pierrot, le juste, appelé mantelet au Québec.
Les hommes portent le tricorne « à la suisse » ou parfois un chapeau plat à large bord dit « à la Pennsylvanie ».
C'est la mode des perruques poudrées, du teint blanc, des mouches et du fard rouge sur les pommettes et les lèvres.

## Le costume en Europe de la Révolution à 1914
Bouleversant en profondeur la société française, la Révolution marque également une rupture radicale sur le plan vestimentaire. Elle signe la fin relative du culte de l'apparat. Les sans-culottes acquièrent leur notoriété en revêtant des pantalons et vestes courtes (« carmagnole »), par opposition aux bas portés par les classes privilégiées.
Vêtus d'habits à pans carrés, les élégants du moment sont appelés Incroyables et préfigurent le dandysme. Quant aux élégantes, elles sont connues sous l'appellation de Merveilleuses et portent de longues robes décolletées dont un ruban marque la taille sous les bras.
L'antiquité gréco-romaine redevient par la suite une source d'inspiration avec Napoléon Ier.
Le « pantalon de lingerie » d'origine britannique fait son apparition. Originellement destiné à la pratique du sport, il devient un vêtement de dessous. Plus largement, la Grande-Bretagne influence la mode avec des éléments tels que le spencer, la redingote, l'anglomanie, Brummell.
C'est au début du XIXe siècle qu'apparaissent les premières enseignes de vêtements à prix réduit. Elles joueront un rôle majeur dans la diffusion et la massification de la mode.
Le pantalon a définitivement remplacé la culotte et les bas pour les hommes. Et les femmes remettent la ceinture à la taille. Le bijou est à la mode du médaillon où se cachent portrait ou devise et prend alors une valeur sentimentale.
Charles Frederick Worth se fait remarquer et lance la haute couture. Alors qu'à peu près à la même époque Levi Strauss invente le blue-jeans.
Si la vie au grand air se développe notamment avec les bains de mer, la tenue des femmes est encore sous le règne du corset et de la crinoline qui deviendra « tournure » qui deviendra elle-même « robe à traîne » (symbole de la Belle Époque).
À la Belle Époque, c'est la mode des moustaches et des barbes pour les hommes qui se doivent d'avoir un pli parfait ; pour ce faire, ils dorment avec un « fixe-moustache ». Les femmes se doivent d'avoir une « silhouette en S » grâce à un corset ou une guêpière visant à faire ressortir la poitrine et d'accentuer la cambrure. Les éventails sont en vogue.
C'est l'apparition des premiers manteaux de fourrure, l'apogée du haut-de-forme, et des manches gigot et des chapeaux volumineux pour les femmes.
Dès les années 1910, la silhouette féminine s'allonge de nouveau mais le bas des jupes s’entrave, obligeant les femmes à faire de petits pas. Paul Poiret supprime le corset et simplifie le vêtement féminin. L'avènement du complet révolutionne la mode masculine.
La Première Guerre mondiale paralyse le monde de la mode. Elle introduit toutefois des améliorations notables, notamment des sous-vêtements plus confortables. Mais ce sont surtout ses conséquences sociales qui vont avoir un impact durable sur l'industrie de l'habillement. En ayant contribué au développement du travail des femmes, elle va favoriser l'émancipation économique et sociale de ces dernières qui disposeront d'une liberté nouvelle et de moyens accrus. De même, la progression de la pratique du sport jouera un rôle déterminant.
Progressivement, l'industrialisation et les changements de mode font évoluer les vêtements au point de sortir du cadre de l'histoire du costume pour entrer dans l'histoire de la mode.

## Cinéma
De nombreux titres de films font référence au costume :
- La Poliziotta della Squadra del Buon Costume, de Michele Massimo Tarantini (1979)
- Costume vide, de Pascal Guérin (2007)
- Un costume pour deux, de Stuart Gillard (2009)
- Le Costume, de Bakhtiar Khudojnazarov (2001)